# La Serre
La Serre település Franciaországban, Aveyron megyében. Lakosainak száma 127 fő (2022. január 1.). La Serre Combret, Martrin, Saint-Juéry és Saint-Sernin-sur-Rance községekkel határos.

## Népesség
A település népessége az elmúlt években az alábbi módon változott:
| Lakosok száma | 326  | 204  | 176  | 139  | 121  | 117  | 120  | 126  | 126  | 127  |
|               | 1968 | 1982 | 1990 | 2006 | 2013 | 2015 | 2017 | 2019 | 2020 | 2022 |